# Clásicos populares
Clásicos populares es un programa radiofónico español dedicado a la divulgación de la música clásica en la radio pública Radio Nacional de España. Creado por Fernando Argenta, se emitió de 1976 a 2008. Se retomó en septiembre de 2024, presentado por Fernando Blázquez y Ana Cortijo.

## Historia

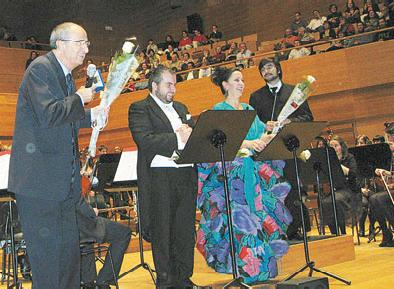
Fernando Argenta a la izquierda

Fernando Argenta, músico e hijo del director de orquesta Ataúlfo Argenta creó y dirigió este programa emitía música clásica de forma desenfadada y amena, intercalando concursos y juegos con los oyentes, y secciones de divulgación sobre los autores.
El 12 de abril de 1976 comenzó a emitirse en Radio 1 y se mantuvo en antena 32 años, hasta el 31 de julio de 2008, al finalizar la relación laboral de  Argenta con Radio Nacional de España.
Lo presentaron locutores, como Carlos Tena, Beatriz Pécker y José Manuel Rodríguez (Rodri), hasta que Argenta, creador y director, asumió además la presentación en solitario de 1979 a 1984. Desde este año, su pareja en la presentación fue Araceli González Campa , hasta que el 28 de diciembre de 2007, la comunicadora se prejubiló. Clásicos populares siguió hasta julio de 2008, coincidiendo con la prejubilación de Argenta. 

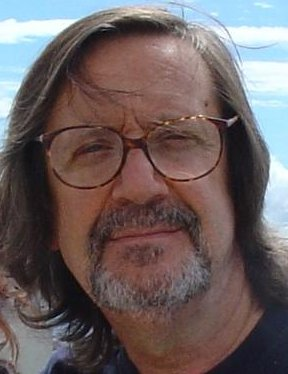
Carlos Tena

El programa editó numerosos discos de recopilación de música clásica, siendo los más vendidos Clásicos divertidos, Clásicos infantiles y Clásicos populares 25 y 30 años.
El 5 de mayo de 2006, por su 30 aniversario, se emitió en directo el programa en el Teatro Monumental de Madrid, con la Orquesta Sinfónica y Coro de RTVE. 
Un programa hijo de este en TVE, fue El conciertazo  presentado por Fernando Argenta los sábados, en La 2, a las 12 h, con el fin de acercar el mundo de la música clásica a los niños. Se hacía en directo con niños de colegios entre el público y con los que interactuaba en el escenario. Fernando simultaneó ambos espacios entre 2000 y 2009. 
El 21 de agosto de 2024 se anunció el regreso para septiembre de ese año de Clásicos populares, los sábados, a las 15:00 h en Radio 1 y Radio Clásica, presentado por  Fernando Blázquez y Ana Cortijo. Él ha conducido Longitud de onda, Vistas al mar, Reflejos en el agua o Sinfonía de la mañana, Ana viene de El Aperitivo, Sinfonía de la mañana y Fila cero.  Esta nueva entrega del programa incluirá el concurso, Duelo musical. 

## Premios
Fue galardonado con el Premio Ondas en 1980 y 1991, y con el Premio APEI-PRTV en 2006. También recibió el Premio de Montecarlo, el del Club Internacional de Prensa, el de la SGAE, el Micrófono de oro, dos Antenas de oro.